# Pandémie de Covid-19 en Afrique
- plus de 100 000 cas confirmés
- 10 000 à 99 999 cas confirmés
- 1 000 à 9 999 cas confirmés
- 100 à 999 cas confirmés
- 10 à 99 cas confirmés
- 1 à 9 cas confirmés

Cet article documente les pays et territoires africains touchés par le SARS-CoV-2 responsable de la pandémie de Covid-19 enregistrée pour la première fois en Asie de l'est à Wuhan (Chine). Il peut ne pas inclure toutes les réponses et mesures les plus récentes.
Alors qu’on prédisait un cataclysme sanitaire, le continent africain a été relativement épargné par la pandémie de Covid-19.
Au 29 février 2024 il y a eu 12 553 199 cas cumulés et un total de 259 265 morts.
Fin octobre 2021, l'OMS remet en cause les chiffres de contamination en Afrique en raison d'un manque de tests: selon l'organisation, 6 cas positifs sur 7 ne seraient pas détectés et il y aurait eu finalement 59 millions de cas positifs sur l'ensemble du continent à la date d'octobre 2021.

## Mesures communes et initiatives

### Mesures sociales
Les mesures de santé publique et sociales pour lutter contre maladie à coronavirus 2019 en Afrique ont inclus des fermetures de frontières, des centres de quarantaine pour les cas diagnostiqués, l'auto-isolement des personnes exposées et des mesures de confinement. Le Cadre de Surveillance Intégrée des Maladies a été mis à profit pour la surveillance et le dépistage des cas. Toutefois, la précarité et les difficultés économiques augmentent sur le continent, face à ce que certains appellent le coronabusiness,.

### Tests
Les tests moléculaires ont été intensifiés à travers le continent en utilisant les programmes de surveillance des maladies existants tels que ceux du VIH, de la tuberculose résistante aux médicaments et de la fièvre de Lassa. Des tests groupés pour accélérer les délais de traitement ont été mis au point dans des pays comme le Ghana,.
Dans le cadre du dépistage en réseau au niveau pan-africain, une assistance et un soutien ont été fournis aux niveaux nationaux et régionaux par des instituts de santé publique tels que le Nigeria Center for Disease Control, les cinq centres régionaux de contrôle des maladies et le Centre africain de contrôle des maladies. Des utilisations innovantes de la technologie en santé et d'autres secteurs tels que la livraison par drone de kits de test dans des zones isolées ont été testés Les entreprises locales ont soutenu financièrement les efforts d'intervention et lancé la fabrication de masques et de désinfectants pour les mains. Des efforts importants ont été déployés pour lutter contre la désinformation et fournir des informations précises pour appuyer la réponse à la Covid-19,. Des influenceurs sociaux et des célébrités se sont joints aux experts de santé publique pour inciter les gens à pratiquer la distanciation sociale. Les médias sociaux « vérifiés » lancés par l'Organisation des Nations unies qui utilisent des « volontaires de l'information » ont aidé à démystifier les fausses allégations sur les essais de vaccins et les faux remèdes. L'initiative DontGoViral de l'UNESCO a fourni des informations ouvertes et culturellement pertinentes dans les langues locales. À la suite d'initiatives personnelles, des sites web utilisant des données ouvertes ont été mis en ligne. Ils permettent de suivre le développement de l'épidémie à un niveau détaillé pour l'ensemble de l'Afrique en ce qui concerne le site COVID-19 Africa, et pour le Bénin uniquement pour le site Umap, qui propose de plus la localisation des centres de santé et pharmacies.

### Choix thérapeutiques
En dépit des mises en garde de l’OMS, le « protocole Raoult », mêlant hydroxychloroquine et azithromycine, est adopté en Afrique depuis le début de la pandémie dans de nombreux pays, sans attendre « les résultats des essais cliniques menés sur la molécule ».
En république démocratique du Congo, le président Félix Tshisekedi a déclaré qu’il était « urgent que soit produite une quantité industrielle de chloroquine », rapporte Actualité CD. Au Cameroun, où l’on en « fabrique déjà depuis quinze ans », les autorités se disent prêtes à « lancer une production à plein régime », écrit le Journal du Cameroun. De 250 comprimés par jour aujourd’hui, il assure pouvoir en produire « 6 000 par minute ».
Certains pays se sont tourné vers les traitements par les plantes et particulièrement l'artemisia annua, en tisane, décoction ou sous forme de gélules, dont le Président de Madagascar aura été le principal promoteur.

### Vaccination
L'initiative Covax, "une initiative mondiale impliquant les firmes pharmaceutiques pour garantir aux pays du monde entier un accès équitable aux vaccins", conduite par l’OMS, a été créée pour faciliter l’accès aux vaccins des pays les plus pauvres. " La plupart des gouvernements africains y ont adhéré. L’Union africaine a estimé que 12 milliards de dollars seraient nécessaires pour vacciner 60 % de la population du continent".
46 pays d’Afrique sont éligibles à l’instrument de financement ; le COVAX AMC a "collecté environ 700 millions de dollars US sur un objectif initial de deux milliards de dollars US de fonds de démarrage provenant de pays donateurs à revenu élevé, ainsi que du secteur privé et de philanthropes d’ici la fin de 2020".
Néanmoins en novembre 2020, "au Cameroun, au Sénégal, au Bénin comme au Burkina Faso, entre six et sept personnes sur 10 affirment qu'elles n'accepteraient pas le vaccin anti-Covid-19 si on le leur proposait : c'est ce que montre l'étude que nous avons menée dans le cadre du projet Coraf (coronavirus Afrique), en lien avec le programme de recherche opérationnelle Ariacov".

## Tableau statistique par pays et territoire
| Lieux                            | Confirmés | Cas actifs | Rétablis  | Décès  | Réf.  |
| -------------------------------- | --------- | ---------- | --------- | ------ | ----- |
| Afrique du Sud                   | 726,823   | 52,082     | 655,330   | 19,411 | [ 2 ] |
| Maroc                            | 222,544   | 34,469     | 184,313   | 3,762  | [ 2 ] |
| Égypte                           | 107,555   | 1,837      | 99,452    | 6,266  | [ 2 ] |
| Éthiopie                         | 96,583    | 41,653     | 53,452    | 1,478  | [ 2 ] |
| Nigeria                          | 62,853    | 3,034      | 58,675    | 1,144  | [ 2 ] |
| Libye                            | 62,045    | 25,321     | 35,853    | 871    | [ 2 ] |
| Tunisie                          | 61,115    | 54,735     | 5,032     | 1,348  | [ 2 ] |
| Algérie                          | 57,942    | 15,777     | 40,201    | 1,964  | [ 2 ] |
| Kenya                            | 55,877    | 17,670     | 37,194    | 1,013  | [ 2 ] |
| Ghana                            | 48,124    | 589        | 47,215    | 320    | [ 2 ] |
| Cameroun                         | 21,793    | 1,250      | 20,117    | 426    | [ 2 ] |
| Côte d'Ivoire                    | 20,716    | 225        | 20,365    | 126    | [ 2 ] |
| Madagascar                       | 17,111    | 458        | 16,409    | 244    | [ 2 ] |
| Zambie                           | 16,480    | 398        | 15,733    | 349    | [ 2 ] |
| Sénégal                          | 15,630    | 347        | 14,958    | 325    | [ 2 ] |
| Soudan                           | 13,804    | 6,203      | 6,764     | 837    | [ 2 ] |
| Namibie                          | 12,988    | 1,817      | 11,038    | 133    | [ 2 ] |
| Mozambique                       | 12,988    | 2,456      | 10,439    | 93     | [ 2 ] |
| Ouganda                          | 12,743    | 5,075      | 7,556     | 112    | [ 2 ] |
| Guinée                           | 12,150    | 1,499      | 10,578    | 73     | [ 2 ] |
| République démocratique du Congo | 11,306    | 414        | 10,585    | 307    | [ 2 ] |
| Angola                           | 11,035    | 5,829      | 4,920     | 286    | [ 2 ] |
| Gabon                            | 8,968     | 215        | 8,698     | 55     | [ 2 ] |
| Cap-Vert                         | 8,848     | 741        | 8,012     | 95     | [ 2 ] |
| Zimbabwe                         | 8,367     | 230        | 7,894     | 243    | [ 2 ] |
| Mauritanie                       | 7,703     | 107        | 7,433     | 163    | [ 2 ] |
| Botswana                         | 6,642     | 1,942      | 4,676     | 24     | [ 2 ] |
| Malawi                           | 5,932     | 425        | 5,323     | 184    | [ 2 ] |
| Eswatini                         | 5,925     | 156        | 5,652     | 117    | [ 2 ] |
| Réunion                          | 5,659     | 751        | 4,884     | 24     | [ 2 ] |
| Djibouti                         | 5,563     | 54         | 5,448     | 61     | [ 2 ] |
| République du Congo              | 5,290     | 1,311      | 3,887     | 92     | [ 2 ] |
| Rwanda                           | 5,146     | 190        | 4,921     | 35     | [ 2 ] |
| Guinée équatoriale               | 5,088     | 40         | 4,965     | 83     | [ 2 ] |
| République centrafricaine        | 4,866     | 2,880      | 1,924     | 62     | [ 2 ] |
| Mayotte                          | 4,366     | 1,358      | 2,964     | 44     | [ 2 ] |
| Somalie                          | 3,941     | 652        | 3,185     | 104    | [ 2 ] |
| Gambie                           | 3,672     | 357        | 3,196     | 119    | [ 2 ] |
| Mali                             | 3,565     | 671        | 2,758     | 136    | [ 2 ] |
| Soudan du Sud                    | 2,926     | 1,577      | 1,290     | 59     | [ 2 ] |
| Bénin                            | 2,683     | 187        | 2,455     | 41     | [ 2 ] |
| Burkina Faso                     | 2,500     | 183        | 2,250     | 67     | [ 2 ] |
| Guinée-Bissau                    | 2,413     | 554        | 1,818     | 41     | [ 2 ] |
| Sierra Leone                     | 2,366     | 492        | 1,800     | 74     | [ 2 ] |
| Togo                             | 2,331     | 614        | 1,660     | 57     | [ 2 ] |
| Lesotho                          | 1,953     | 934        | 975       | 44     | [ 2 ] |
| Tchad                            | 1,498     | 76         | 1,324     | 98     | [ 2 ] |
| Liberia                          | 1,426     | 65         | 1,279     | 82     | [ 2 ] |
| Niger                            | 1,220     | 14         | 1,137     | 69     | [ 2 ] |
| Sao Tomé-et-Principe             | 949       | 29         | 904       | 16     | [ 2 ] |
| Burundi                          | 589       | 77         | 511       | 1      | [ 2 ] |
| Comores                          | 545       | 40         | 498       | 7      | [ 2 ] |
| Tanzanie                         | 509       | 305        | 183       | 21     | [ 2 ] |
| Érythrée                         | 463       | 51         | 412       | 0      | [ 2 ] |
| Maurice                          | 441       | 33         | 398       | 10     | [ 2 ] |
| Seychelles                       | 153       | 4          | 149       | 0      | [ 2 ] |
| Sahara occidental                | 10        | 1          | 8         | 1      | [ 2 ] |
| Total                            | 1,805,720 | 289,797    | 1,472,679 | 43,244 |       |

## Pandémie par pays

### Afrique du Sud

Carte de l'épidémie en Afrique du Sud : cas confirmés (mise à jour régulière).

Le 5 mars, le premier cas confirmé a été annoncé, de retour d'Italie. 62 cas ont été confirmés par le service de santé du RSA le lundi 16 mars 2020. Plus de 300 personnes ont déjà été testées. Les écoles sont fermées depuis le 18 mars.
À la date du 29 mars, 1 187 cas et un décès ont été recensés en Afrique du Sud.

### Algérie

Carte de l'épidémie en Algérie (20 mai 2020).
1~9 cas confirmés
10~99 cas confirmés
100~499 cas confirmés
500~999 cas confirmés
1000~9999 cas confirmés
≥10000 cas confirmés

Le 3 février, un avion de la compagnie Air Algérie rapatrie 36 étudiants algériens qui étaient établis dans la ville de Wuhan. Cet avion transporte également des ressortissants libyens et tunisiens qui résidaient dans la ville.
Le 25 février, le ministre de la Santé algérien, Abderrahmane Benbouzid, annonce à la télévision publique que le premier cas vient d'être diagnostiqué en Algérie ; il s'agit d'un ressortissant italien arrivé dans le pays le 17 février. Il est placé en quarantaine. Le 1er mars, un communiqué du ministère de la Santé informe que deux nouveaux cas sont détectés : une femme de 43 ans et sa fille de 24 ans, porteurs sains. Elles avaient hébergé un Algérien de 83 ans et sa fille, résidant en France et séjournant en Algérie pour rendre visite à leur famille à Blida du 14 au 21 février. Ils avaient développé des signes cliniques dès le 17 février et été confirmés positifs à la Covid-19 après leur retour en France.
Dans l'après-midi du 3 mars, l'Algérie a signalé deux nouveaux cas de coronavirus, a indiqué une agence de presse officielle citant une déclaration du ministère de la Santé. Le communiqué ajoute que les deux nouveaux cas sont issus de la même famille, d'un père et d'une fille, et résidaient en France, ajoutant qu'une enquête est en cours pour déterminer l'identité des personnes en contact avec eux.
Mercredi 4 mars, le ministère de la Santé a enregistré 4 nouveaux cas confirmés de coronavirus, tous de la même famille, portant le nombre total à 12 cas confirmés. Plus de 1 200 tests sont effectués au 18 mars 2020.
L'Algérie est le premier foyer d'Afrique au 6 mars avec 17 cas dont 16 cas dans une même famille à Blida.
À la date du 10 avril 2020, 1 761 cas et 256 décès ont été recensés au Algérie.
En juillet 2021, l'Algérie fait face à une recrudescence des cas de Covid-19. Le nombre d'infections journalières annoncé dépasse 1 350 cas. Le variant Delta représente la majorité des infections. Les structures sanitaires font face à un grand manque d'oxygène, entraînant la mort de plusieurs malades par asphyxie,. Et la société civile se mobilise pour alléger le personnel soignant et endiguer la propagation de la pandémie. Plusieurs villages organisent leur propre confinement et adoptent leurs propres mesures sanitaires. Les personnalités et influenceurs du pays récoltent des aides pour venir en aide au personnel soignant, aux structures hospitalières et aux malades,.

### Angola

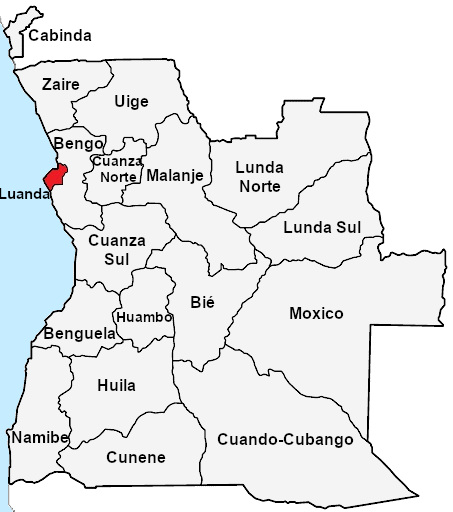
Carte de l'épidémie en Angola : cas confirmés (7 avril 2020).

À la date du 29 mars, cinq cas mais aucun décès ont été recensés, des cas importés uniquement, en Angola.

### Bénin
Le 16 mars, le premier cas dans le pays est confirmé. Il s'agit d'un sujet de nationalité burkinabé, de sexe masculin, âgé de 49 ans, qui est rentré sur le territoire béninois le 12 mars 2020.
À la date du 29 mars, six cas mais aucun décès ont été recensés, des cas importés uniquement, au Bénin.

### Botswana
- Pandémie de Covid-19 au Botswana

À la date du 26 mars, aucun cas n'avait été recensé au Botswana.

### Burkina Faso
Le 9 mars, les deux premiers cas dans le pays ont été signalés au Burkina Faso.
Le 13 mars, le troisième cas a également été confirmé, une personne qui avait été en contact direct avec les deux premiers cas.
Au 14 mars 2020, sept cas au total avaient été confirmés dans le pays. 5 des nouveaux cas confirmés avaient été en contact direct avec les deux premiers cas. 1 est un ressortissant anglais employé dans une mine d'or du pays, qui a pris des vacances à Liverpool et est revenu le 10 mars, transitant par Vancouver et Paris.
Le 25 mars, le journal Wakatsera annonce 146 cas dans le pays et quatre décès.
À la date du 29 mars 2020, 207 cas et onze décès ont été recensés au Burkina Faso.
Au 25 avril 2021, le nombre total de cas est de 13 252, le nombre total de décès de 156.

### Burundi
À la date du 26 mars, aucun cas n'avait été recensé au Burundi.
Le Burundi a enregistré cinq cas dont un décédé à la suite des complications liées aux pathologies associées. Les quatre cas sont testés leur résultat de test de contrôle sont revenus négatif au 15 avril 2020. Un cas positif ayant été en contact avec le cas décédé

### Cameroun

Carte de l'épidémie au Cameroun (15 avril 2020).
Confirmed cases reported
Suspected cases reported

Le 6 mars, le premier cas a été confirmé au Cameroun.
À la date du 29 mars 2020, 91 cas et deux décès ont été recensés au Cameroun.
À la date du 15 janvier 2022, le bilan est de 1 853 morts.

### Cap-Vert
À la date du 13 avril, dix cas et un décès ont été recensés, dont quatre cas importés, au Cap-Vert.

### République centrafricaine
- Pandémie de Covid-19 en République centrafricaine

Le 14 mars, le premier cas dans le pays a été confirmé.
À la date du 29 mars, trois cas mais aucun décès ont été recensés, des cas importés uniquement, en République centrafricaine.
La docteure Luisa Dologuélé, épouse d’Anicet-Georges Dologuélé, ex-Premier ministre centrafricain, et ancienne fonctionnaire internationale des Nations unies a mis en avant les traitements à base d'artemisia annua pour soigner ses compatriotes atteints par la covid-19.

### Comores

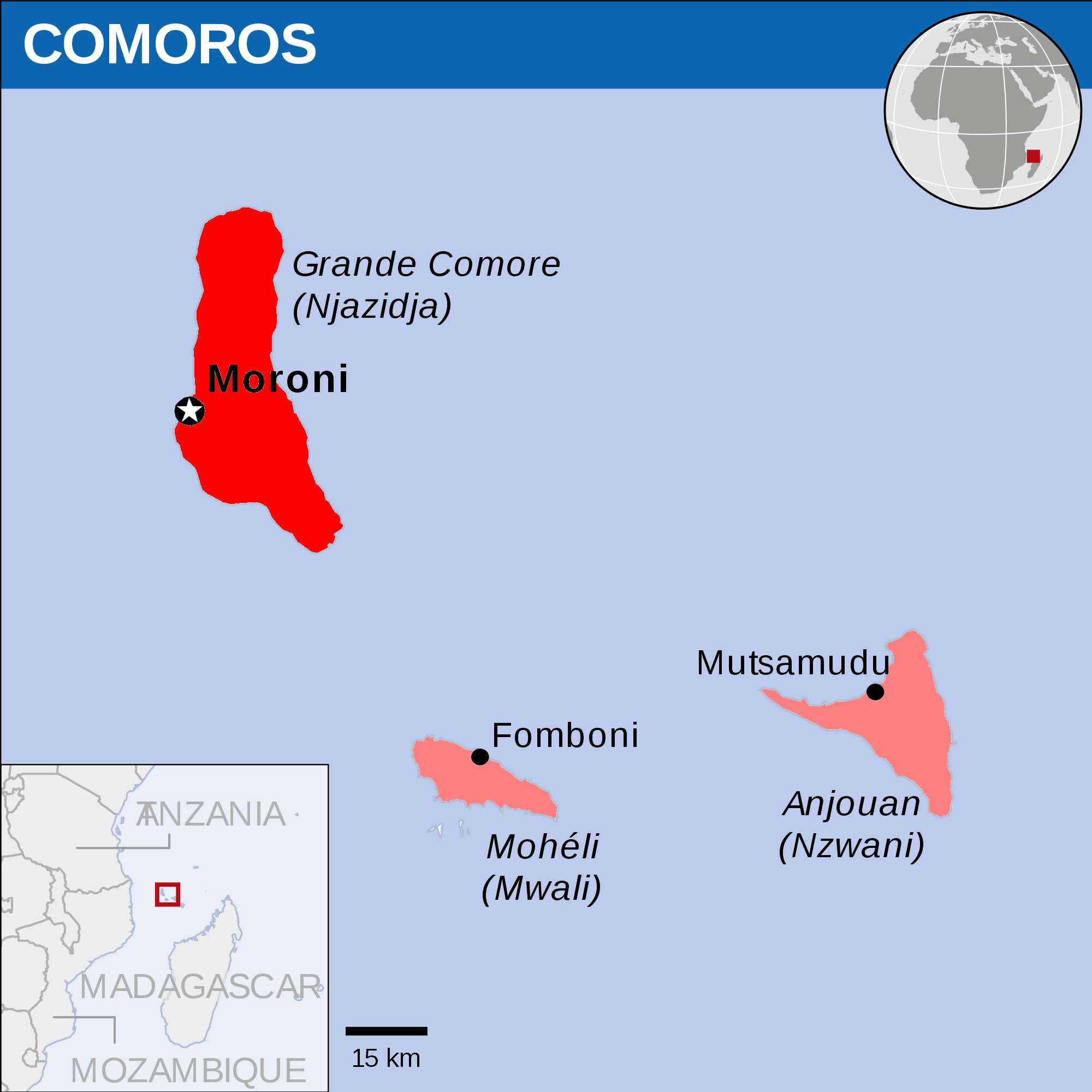
Carte de l'épidémie aux Comores : cas confirmés (19 mai 2020).
1-10
11-25

Dans la presse locale, le Dr Saïd Ali Petit a fait état de malades dont les symptômes semblaient très proches du Covid-19, et de l'absence de moyen pour l'établir, dès le 10 avril. Le directeur général de la santé de l'union des Comores, le Dr Aboubacar Said Anli, n'a toutefois pas confirmé ces informations. Par ailleurs, les deux institutions censées assurer la surveillance épidémiologique régionale, le Réseau Sega One Health de la Commission de l'océan Indien, et le « dispositif de recherche et d'enseignement en partenariat (dP) » du réseau de recherche régional One Health Océan Indien (One Health OI), n'avaient à ce stade produit aucun signalement.
Le 17 avril, l'ancienne ministre Dominique Voynet devenue directrice de l'ARS de Mayotte annonce le décès du Grand Mufti des Comores des suites du Covid-19, ce qui ne manque pas de provoquer des tensions avec la France durant lesquelles le ministre comorien des affaires étrangères, Souef Mohamed El-Amine, dénonce une « violation du secret médical, du secret professionnel et de la vie privée », alors que, officiellement, le pays n'a pas admis l'existence de cas avérés sur son territoire.
Un premier cas de Covid-19 a été identifié aux Comores, le 30 avril, au centre hospitalier national El-Maarouf, puis deux autres cas le 2 mai, toujours en Grande Comore.
Dans une lettre ouverte du 2 mai, le responsable de la cellule Mayotte de Santé publique France, le Dr Youssouf Hassani, fait état des éléments indiquant que l’épidémie est bien plus importante qu'annoncée, aux Comores, et aurait débuté à minima entre le 21 mars et le 6 avril. Il appelle « la population [à] continuer à appliquer les mesures de prévention » et « les autorités [à] rapidement mettre en place une stratégie de dépistage des cas suspects et des moyens d’investigation efficaces ».

### République du Congo
- Pandémie de Covid-19 en république du Congo

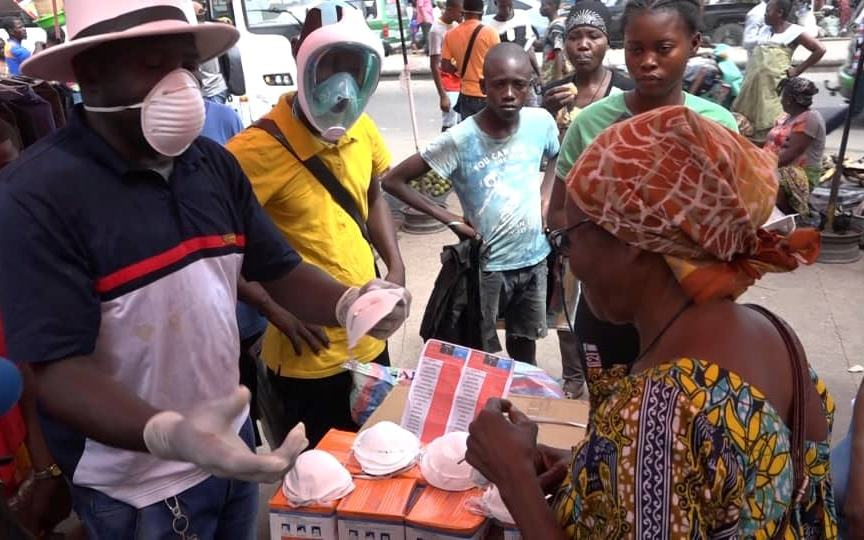
Un marchand vendant des masques chirurgicaux à Brazzaville le 19 mars 2020.

Alors qu'il n'y a pas encore de cas sur son territoire, la république du Congo décide dès le 4 mars 2020 de placer en quatorzaine tout passager provenant de cinq pays à risque (la France, l’Italie, la Chine, la Corée du Sud et l’Iran), ainsi que de tester systématiquement les voyageurs issus de ces pays. Ces mesures sont cependant mal appliquées,.
Le 14 mars, le porte-parole du gouvernement, Thierry Moungalla, annonce que le pays a enregistré son premier cas de Covid-19 à Brazzaville : il s'agit d'un Franco-Congolais de cinquante ans, arrivé le 1er mars de Paris après un séjour à Amsterdam, testé positif par le Laboratoire national de santé publique.
Le 18 mars, alors que le pays compte trois cas de coronavirus à Brazzaville, le Premier ministre Clément Mouamba annonce la suspension de tous les vols en provenance des pays à risque, ainsi que la fermeture des écoles, des lieux de culte et des bars pendant au moins 30 jours. Le 21 mars, alors que le Congo a enregistré un quatrième cas, cette fois-ci à Pointe-Noire, la capitale économique, le Premier ministre annonce « la fermeture immédiate et jusqu’à nouvel ordre de toutes les frontières terrestres fluviales, maritimes et aériennes » afin de freiner la propagation du virus (les navires et vols cargos étant autorisés).
Le 27 mars, le nombre de cas bondit, passant de 4 à 19 selon le gouvernement, qui ne précise cependant pas les zones géographiques d'où sont issus les nouveaux cas. Le lendemain, le président Denis Sassou-Nguesso décrète un « état d'urgence sanitaire », ainsi que l'instauration d'un confinement et d'un couvre-feu dans tout le pays pour trente jours à compter du 31 mars.
13 avril : soixante-dix cas décrété dont 57 dans la ville de Brazzaville et treize cas à Pointe Noire.
Selon Radio Congo, le nombre de cas guéris passe de 5 à 8 et le nombre de décès reste inchangé.
Le 14 avril : soixante-quatorze cas enregistrés dont dix cas guéris et cinq décès.

### République démocratique du Congo

Carte de l'épidémie au Congo-Kinshasa (mise à jour régulière) :
Cas confirmés ≥10000
Cas confirmés 1000~9999
Cas confirmés 500~999
Cas confirmés 100~499
Cas confirmés 10~99
Cas confirmés 1~9
Cas 0

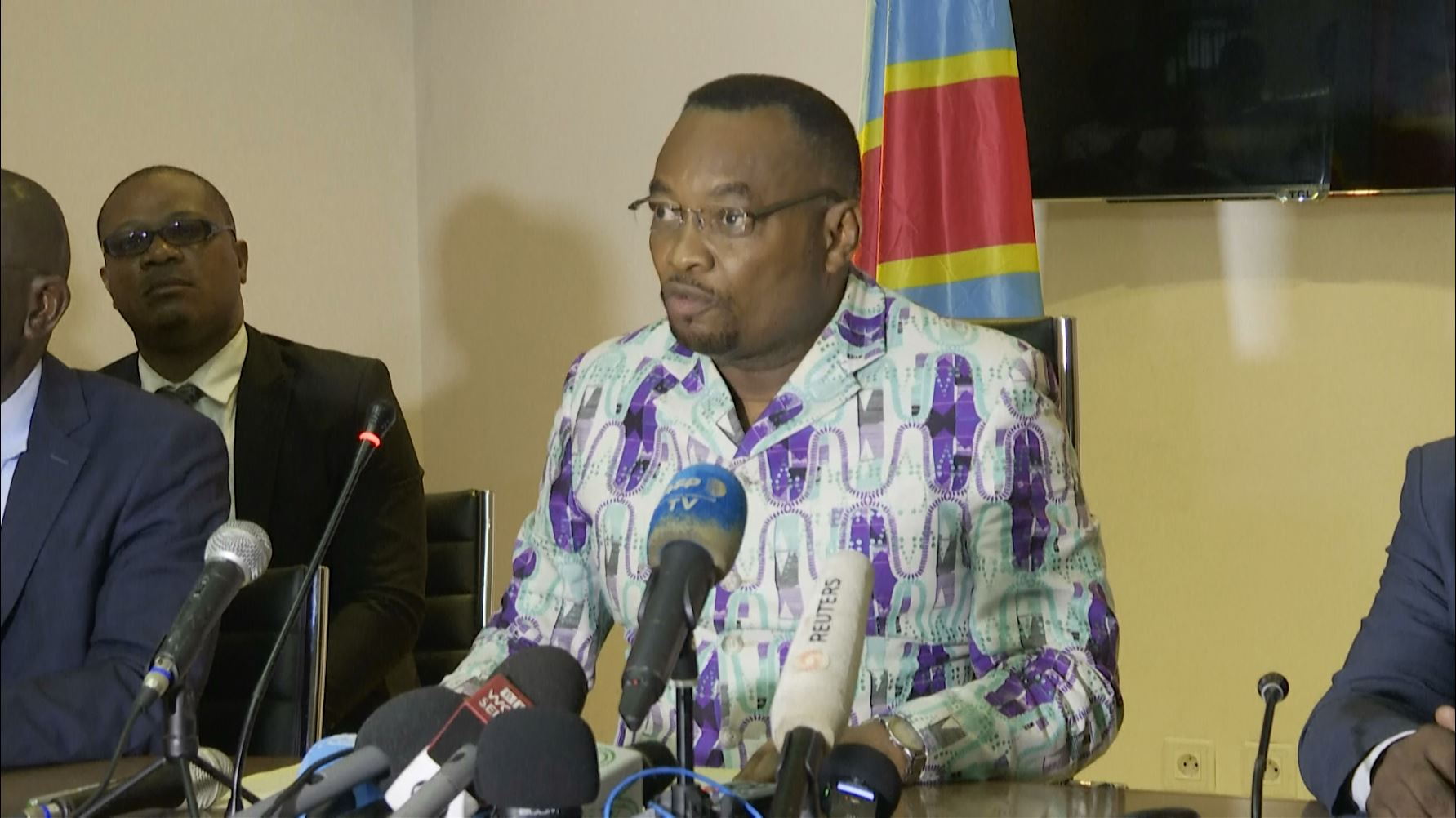
Conférence de presse du ministre de la Santé, Eteni Longondo, le 10 mars 2020, pour annoncer l'identification d'un premier cas de Covid-19 en RDC.

La pandémie atteint la république démocratique du Congo (RDC) en mars 2020, alors que le pays combat depuis 2018 la pire épidémie d'Ebola de son histoire. Le 10 mars, un premier cas est identifié à Kinshasa par l'Institut national de recherche biomédicale (INRB),. Le 17 mars, alors que la RDC compte trois cas de Covid-19 à Kinshasa, un Conseil des ministres extraordinaire a lieu, à l'issue duquel le président Félix Tshisekedi nomme le virologue Jean-Jacques Muyembe, qui est directeur de l'INRB et habitué de la lutte contre Ebola, à la tête de la riposte contre le coronavirus. Quelques jours plus tard, la ministre de l'Économie Acacia Bandubola et son mari sont testés positifs au Covid-19, ayant été contaminés par le directeur de cabinet de la ministre, revenu d'un voyage en France. Plusieurs autres ministres se font aussi tester, mais seul le ministre de la Justice, Célestin Tunda Ya Kasende, rendra public le caractère « négatif » de son test. Le 19 mars, Félix Tshisekedi annonce la suspension de tous les vols provenant de pays à risque, et la fermeture de toutes les écoles et universités du pays.
Le 21 mars, alors que la RDC compte vingt-trois cas de Covid-19, surtout concentrés dans la capitale, le ministre de la Santé fait état d'un premier décès lié à cette maladie, survenu à Kinshasa,. Le 24 mars, le président Félix Tshisekedi décrète l'état d'urgence, ainsi que l'isolement de la capitale Kinshasa. Le pays compte alors 45 cas confirmés, pour trois décès et une guérison. Le 27 mars, un premier cas est confirmé hors de Kinshasa. Le même jour, le confinement de la capitale est finalement reporté, le gouverneur de la province évoquant une flambée des prix ainsi qu'un risque d'insécurité.

### Côte d'Ivoire

Carte de l'épidémie en Côte d'Ivoire (mise à jour régulière) : Densité des cas confirmés d'infection au coronavirus par district :
Cas confirmés ≥10000
Cas confirmés 1000~9999
Cas confirmés 500~999
Cas confirmés 100~499
Cas confirmés 10~99
Cas confirmés 1~9
Cas 0

La pandémie de coronavirus a atteint la Côte d'Ivoire depuis le 11 mars 2020, date à laquelle les autorités sanitaires ont confirmé le premier cas dans le pays.
Le 23 mars, alors que le pays n'a pas encore enregistré un décès, mais un nombre de 101 cas confirmé, le président Alassane Ouattara décrète l'état d'urgence ainsi que le couvre-feu sur toute l‘étendue du territoire; et aussi un confinement progressif des populations par aire géographique en fonction de l‘évolution de la pandémie.
La justice ivoirienne a condamné, vendredi 17 avril, 29 personnes à trois ans de prison ferme et 100 000 francs d’amende, soit 150 euros. Le tribunal estime qu’elles ont pris part, il y a deux semaines, au saccage d’un Centre d’informations et de dépistage du virus Covid-19 qui était en cours de construction à Yopougon.
Selon le Ministère de la Santé et de l´Hygiène Publique de Côte d’Ivoire, au 18 décembre, il y a eu, cumulés, 21 845 cas confirmés, 21 420 personnes guéries et 133 personnes décédées.

### Djibouti
- Pandémie de Covid-19 à Djibouti

À la date du 1er mai 2020, 1 097 cas et deux décès ont été recensés à Djibouti, selon l'OMS.

### Égypte

Carte de l'épidémie en Égypte : régions avec des cas confirmés (26 avril 2020).

Le 14 février, le ministère égyptien de la Santé a annoncé le premier cas dans le pays à l'aéroport international du Caire impliquant un ressortissant chinois,.
Le 6 mars, le ministère égyptien de la Santé et l'OMS ont confirmé 12 nouveaux cas d'infection à coronavirus. Les personnes infectées faisaient partie du personnel égyptien à bord du navire de croisière sur le Nil MS River Anuket, qui voyageait d'Assouan à Louxor. Le 7 mars 2020, les autorités sanitaires ont annoncé que 45 personnes à bord avaient été testées positives et que le navire avait été placé en quarantaine sur un quai à Louxor.
À la date du 29 mars, 576 cas et 36 décès ont été recensés en Égypte.

### Érythrée
À la date du 29 mars, 6 cas mais aucun décès ont été recensés, des cas importés uniquement, en Érythrée.

### Eswatini
Le 14 mars, le premier cas dans le pays a été confirmé.
À la date du 29 mars, 9 cas mais aucun décès ont été recensés, des cas importés uniquement, en Eswatini.

### Éthiopie
- Pandémie de Covid-19 en Éthiopie

Carte de l'épidémie en Éthiopie : régions avec des cas confirmés (9 mai 2020)

Le premier cas du pays a été annoncé le 13 mars, un Japonais arrivé le 4 mars en provenance du Burkina Faso. Trois autres cas de virus ont été signalés le 15 mars. Les trois individus ont été en contact étroit avec la personne qui aurait été infectée par le virus le 13 mars.
À la date du 29 mars, 16 cas mais aucun décès ont été recensés, des cas importés uniquement, en Éthiopie.
Au 12 décembre 2020, selon l'OMS, il y a eu 115 360 cas cumulés et 1 779 morts.

### Gabon
- Pandémie de Covid-19 au Gabon

Le premier cas du pays a été annoncé le 12 mars, un Gabonais de 27 ans rentré de France au Gabon, 4 jours avant la confirmation du coronavirus.
Le 17 mars, deux nouveaux cas ont été confirmés : une employée du Ministère des Affaires Étrangères qui avait visité Marseille et Paris ainsi qu'une employée de la Police des Frontières de 29 ans travaillant a l'aéroport international Leon Mba de Libreville. Elle avait contrôlé le passeport du premier cas confirmé en provenance de France le 8 mars. Le 20 mars, le premier décès est confirmé, avec un patient de 50 ans souffrant de diabète et d'hypertension artérielle. Le 24 mars, le Ministère de la Santé annonce deux nouveaux cas.
À la date du 29 mars, 7 cas et un décès ont été recensés, des cas importés uniquement, au Gabon.
Au 12 décembre 2020, selon l'OMS, il y a eu 9 330 cas cumulés et 63 morts.

### Gambie
- Pandémie de Covid-19 en Gambie

À la date du 29 mars, 3 cas et un décès ont été recensés, des cas importés uniquement, en Gambie.
Au 12 décembre 2020, selon l'OMS, il y a eu 3 780 cas cumulés et 123 morts.

### Ghana
- Pandémie de Covid-19 au Ghana

Le Ghana a signalé ses deux premiers cas le 12 mars. Les deux cas étaient des personnes rentrées dans le pays depuis la Norvège et la Turquie, le processus de recherche des contacts ayant commencé,.
Le 11 mars, le ministre des Finances, Ken Ofori-Atta, a mis à disposition l'équivalent en cedi de 100 millions de dollars pour améliorer le plan de préparation et d'intervention du coronavirus au Ghana.
À la date du 29 mars, 141 cas et cinq décès ont été recensés au Ghana.

### Guinée
Le 13 mars, un employé de la délégation de l'Union européenne en Guinée a été testé positif pour le coronavirus, a déclaré vendredi un porte-parole de la délégation. Il s'agit du premier cas confirmé de virus en Guinée.
À la date du 8 mai, 2 009 cas, 666 guérisons et 11 décès ont été recensés en Guinée.

### Guinée-Bissau

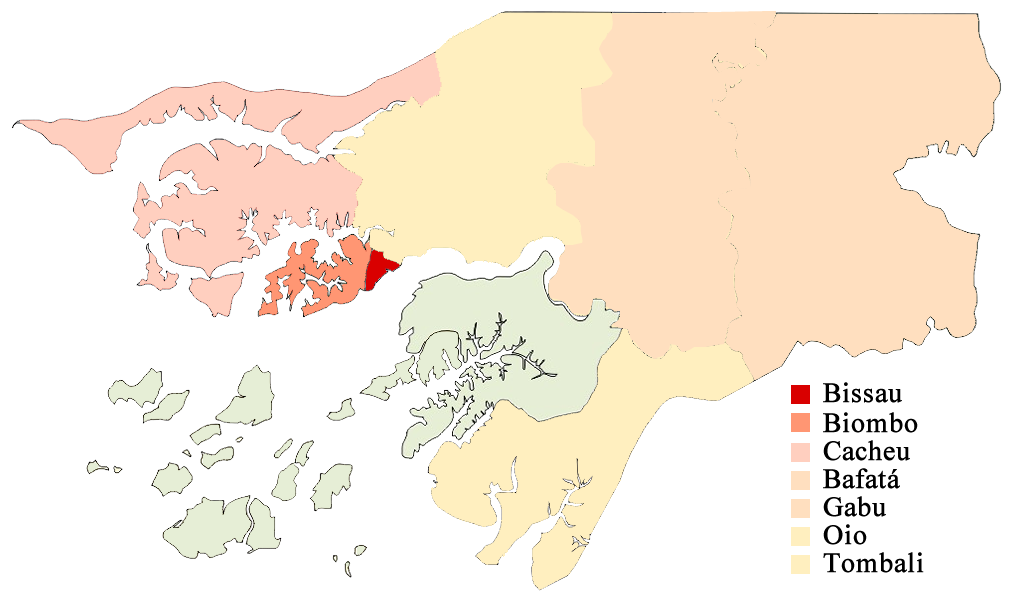
Carte de l'épidémie en Guinée-Bissau : régions et secteur autonome avec des cas confirmés (9 mai 2020).

À la date du 29 mars, 2 cas mais aucun décès ont été recensés, des cas importés uniquement, en Guinée-Bissau.

### Guinée équatoriale
- Pandémie de Covid-19 en Guinée équatoriale

Le 14 mars, le premier cas dans le pays a été confirmé.
À la date du 29 mars, 12 cas mais aucun décès ont été recensés, des cas importés uniquement, en Guinée équatoriale.

### Kenya

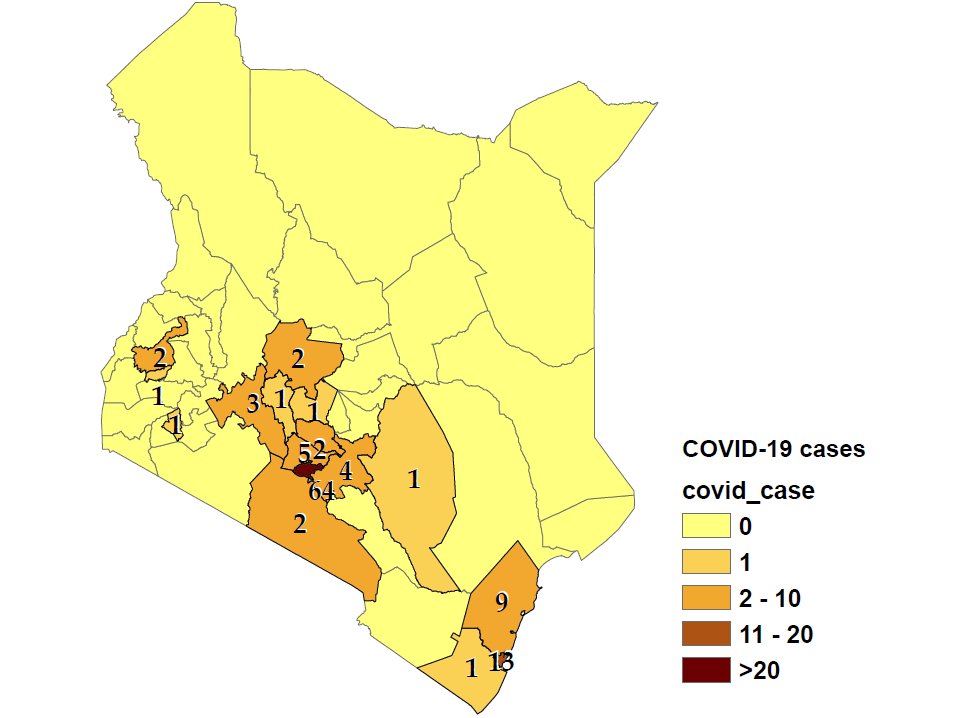
Carte de l'épidémie au Kenya : comtés avec des cas confirmés (3 avril 2020).

Le 13 mars, le premier cas au Kenya a été confirmé, une femme venue des États-Unis via Londres.
À la date du 29 mars, 38 cas et un décès ont été recensés au Kenya.

### Lesotho
Le Lesotho enregistre son premier cas chez une personne revenant du Moyen-Orient. Il s'agit du dernier pays d'Afrique affecté par la pandémie.

### Liberia
- Pandémie de Covid-19 au Liberia

Le 16 mars, le premier cas au Liberia a été confirmé.
À la date du 29 mars, 3 cas mais aucun décès ont été recensés au Liberia.

### Libye
- Pandémie de Covid-19 en Libye

Carte de l'épidémie en Libye : districts avec des cas confirmés (15 avril 2020).

À la date du 29 mars, 3 cas et mais aucun décès ont été recensés en Libye.

### Madagascar
À la date du 9 mai 2020, 1 138 cas et 9 décès recensés, des cas importés uniquement, à Madagascar.

### Malawi
- Pandémie de Covid-19 au Malawi

À la date du 1er avril, aucun cas n'avait été recensé au Malawi.

### Mali
Le 25 mars, le Mali a enregistré ses deux premiers cas de Covid-19. Il s'agissait de deux Maliens rentrés de France mi-mars.
À la date du 29 mars 2020, 18 cas et un décès ont été recensés au Mali.
Au 25 avril 2021, le nombre total de cas est de 13 627, le nombre de décès de 467.

### Maroc

Carte de l'épidémie au Maroc : préfectures et provinces avec des cas confirmés (13 mai 2020).

Le 2 mars, un homme de nationalité marocaine revenant d'Italie est testé positif au coronavirus. « Son état est stable et ne suscite pas d'inquiétudes », précise le ministère de la Santé dans un communiqué.
Le 5 mars, un deuxième cas de coronavirus est enregistré. Il s'agit de nouveau d'une ressortissante italienne d'origine marocaine âgée de 89 ans se trouvant par ailleurs dans un état critique.
Le 11 mars, trois nouveaux s'ajoutent à la liste, ce sont la femme et la fille du touriste français diagnostiqué le 10 mars. Le troisième s'agit d'une française d'origine sénégalaise âgée de 64 ans arrivée à Fès.
Le 13 mars 2020, Le ministère de l'Éducation nationale, de la formation professionnelle, de l'enseignement supérieur et de la recherche scientifique (MEN) annonce la fermeture des crèches, des écoles, des collèges, des lycées et des universités, à partir du 16 mars et « jusqu'à nouvel ordre ».
Le 14 mars, dix nouveaux cas sont annoncés, dont huit sont des marocains qui proviennent d'Espagne, d'Italie et de France. Le neuvième cas concerne la première contamination locale à partir d'un précédent cas enregistré. Un communiqué déclare que le ministre de l'Équipement, du Transport, de la Logistique et de l’Eau, Abdelkader Amara, est testé positif au coronavirus faisant de lui le 18e cas confirmé et la première personnalité publique contaminé au Maroc.
Le 15 mars, dix nouveaux cas de coronavirus sont apparus. Ils sont importés d'Espagne, de France, d'Italie et d'Autriche. Le nombre total de cas atteints du coronavirus est désormais de 28.
Le 16 mars, le ministère de la santé annonce un nouveau cas de contamination, ce qui lève le nombre de malades au Maroc à 29 dont 1 guéri et 1 mort.
À la date du 29 mars, 402 cas et 25 décès ont été recensés au Maroc.

### Maurice
- Pandémie de Covid-19 à Maurice

Les premiers cas furent déclarés le mercredi 18 mars, avec trois cas de personnes affectés par le virus.
Depuis le vendredi 20 mars, Maurice en est à 12 cas recensés. Les premiers cas furent déclarés le mercredi 18 mars avec trois cas de personnes infectées par le virus.
À la date du 29 mars 2020, 102 cas et deux décès ont été recensés, des cas importés uniquement, à Maurice.
À la date du 3 avril 2021, le nombre total de cas est de 1104 et le nombre total de décès 12 .

### Mauritanie
- Pandémie de Covid-19 en Mauritanie

Le 13 mars, le premier cas dans le pays a été confirmé.
À la date du 29 mars, 5 cas mais aucun décès ont été recensés, des cas importés uniquement, en Mauritanie.

### Mozambique
- Pandémie de Covid-19 au Mozambique

À la date du 29 mars, 8 cas mais aucun décès ont été recensés au Mozambique.

### Namibie
- Pandémie de Covid-19 en Namibie

Le 14 mars, les deux premiers cas dans le pays ont été confirmés.
À la date du 29 mars, 8 cas mais aucun décès ont été recensés, des cas importés uniquement, en Namibie.

### Niger
À la date du 29 mars, 10 cas et un décès ont été recensés au Niger.

### Nigeria
- Pandémie de Covid-19 au Nigeria

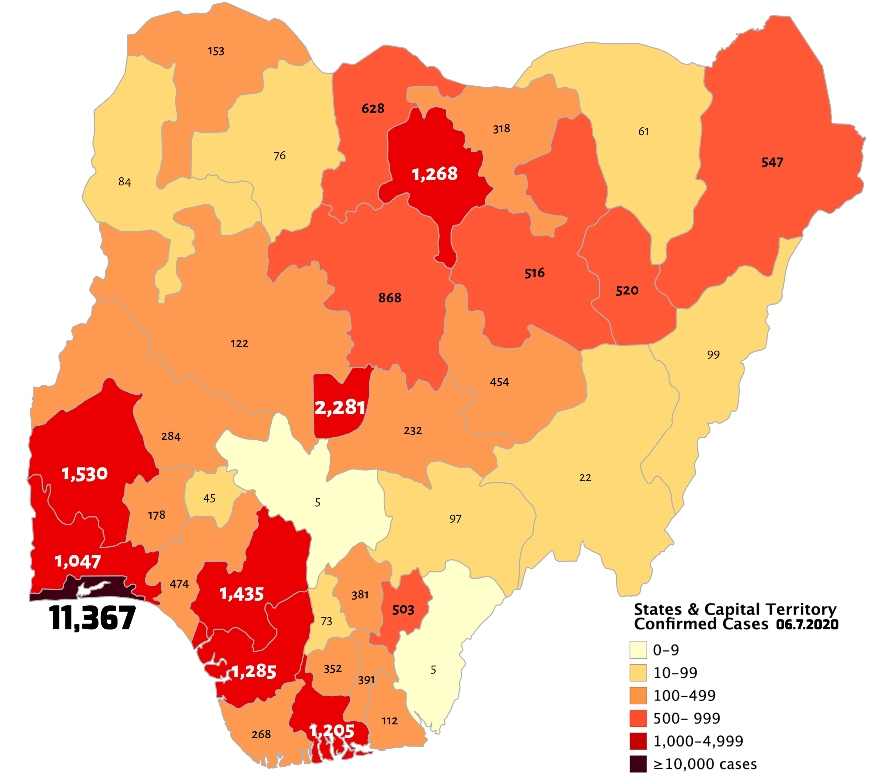
Carte de l'épidémie au Nigéria : états et territoires avec des cas confirmés (mises à jour régulières).

Le 27 février, le Nigéria a confirmé son premier cas, le premier cas de coronavirus en Afrique subsaharienne,. Un citoyen italien qui travaille au Nigéria est revenu le 25 février de Milan, en Italie, via l'aéroport international Murtala Muhammed, est tombé malade le 26 février et a été transféré aux installations de biosécurité de l'État de Lagos pour l'isolement et les tests,. Le test a été confirmé positif par le laboratoire de virologie de l'hôpital universitaire de Lagos, qui fait partie du Nigeria Center for Disease Control. Il a été transféré à l'hôpital des maladies infectieuses de Yaba, Lagos. Le 28 février, le commissaire de l'État de Lagos pour la santé a annoncé que l'homme italien avait voyagé sur Turkish Airlines avec un bref transit à Istanbul. Au 6 mars, 219 contacts primaires et secondaires au total du cas index avaient été identifiés et faisaient l'objet d'une surveillance active.
À la date du 29 mars, 97 cas et un décès ont été recensés au Nigeria.
Comme pour d'autres pays africains le traitement de la maladie se fait avec l'hydroxychloroquine et la tisane d'artemisia annua.
« Il y a des données qui prouvent que l’hydroxychloroquine a fonctionné pour de nombreux patients. C’est pourquoi nous allons continuer », déclare en juin la professeure Mojisola Adeyeye, qui dirige au Nigeria l’agence du médicament.
En novembre 2020, des chercheurs nigérians annoncent le développement de médicaments à base d'artemisia annua pour prévenir et soigner la Covi-19.
Au 12 décembre 2020, selon l'OMS, il y a 72 140 cas cumulés et 1 190 morts depuis le début de la pandémie sur une population de plus de 214 millions d'habitants.
Il y a eu Controverse scientifique sur l'hydroxychloroquine dans la lutte contre la Covid-19. Après un certain nombre de grandes études, l'Organisation mondiale de la santé a conclu que l'hydroxychloroquine n'était pas efficace et a inclus des informations sur le médicament sur une page pour lutter contre la désinformation: «Des études montrent que l'hydroxychloroquine n'a pas d'avantages cliniques dans le traitement du COVID-19». Une vaste étude qui comprend des tests pour savoir si l'hydroxychloroquine est bénéfique si elle est administrée au début de l'infection est prévue pour l'Afrique. Des études antérieures qui ont révélé que l'hydroxychloroquine était inefficace ont testé le médicament avec des patients atteints d'une infection modérée à sévère et n'ont trouvé aucun bénéfice.

### Ouganda
À la date du 29 mars, 30 cas mais aucun décès ont été recensés, des cas importés uniquement, en Ouganda.

### Rwanda
Le 14 mars, le premier cas dans le pays a été confirmé.
Le 26 mars, le Rwanda atteint 50 cas de Covid-19 après la confirmation de 9 nouveaux cas.
Ces nouveaux cas incluent cinq voyageurs de Dubai (Émirats arabes unis) qui ont été isolés dès leur arrivée, un voyageur en provenance des États-Unis et un autre arrivé des Pays-Bas (contact d'un cas précédent). Le Ministère a confirmé, que tous les patients sont dans un état stable et en isolation.
« La majorité sont asymptomatiques et aucun patient n'est dans un état critique. La recherche des contacts progresse »
À la date du 29 mars, 60 cas, mais aucun décès, ont été recensés au Rwanda.
Au 1er janvier 2021, sur un bilan total de 8 460 cas, il y a eu 6598 guéris et 94 décès.

### République arabe sahraouie démocratique (Maroc)
- Pandémie de Covid-19 au Sahara occidental (en)
- Pandémie de Covid-19 à la République arabe sahraouie démocratique (en)

Le 4 avril 2020, quatre cas ont été confirmés à Boujdour, ville administrée de facto par le Maroc.

### Sao Tomé-et-Principe
Il n'a été recensé aucun cas de malade du Covid-19 sur le territoire de Sao Tomé-et-Principe. Toutes les liaisons aériennes avec l'extérieur ont été suspendues. Cependant, des vols sont prévus dans la semaine du 23 au 28 mars pour évacuer les touristes étrangers qui souhaiteraient être rapatriés ; ces vols ne pourront pas amener sur le territoire de Sao Tomé-et-Principe des étrangers non résidents, mais seront en droit d'amener des citoyens santoméens et des étrangers disposant d'un permis de résidence dans le pays ; ceux-ci seront mis en quarantaine lors de leur arrivée dans un hôtel de la capitale réquisitionné à cet effet arrêté gouvernemental. Par mesure humanitaire, les étrangers en séjour à Sao Tomé-et-Principe qui refuseraient d'être rapatriés et souhaiteraient rester sur le territoire national, bénéficieront gratuitement d'un permis de séjour de deux mois.
À la date du 1er avril, aucun cas n'avait été recensé à Sao Tomé-et-Principe, mais ni le Center for Systems Science and Engineering (CSSE) de l'université Johns-Hopkins, ni l'Organisation mondiale de la santé, ne font mention de ces chiffres.

### Sénégal
Le 2 mars, un Français marié et père de deux enfants résidant au Sénégal depuis deux ans est diagnostiqué du virus après être revenu de France le 26 février. Les passagers de l'avion sont recherchés pour être mis en quarantaine. Cet homme avait séjourné à Nîmes et dans une station de ski non précisée de la région Auvergne-Rhône-Alpes. Le 4 mars, deux nouveaux cas ont été confirmés par le ministère de la Santé & de l'Action sociale.
À la date du 29 mars, 130 cas mais aucun décès ont été recensés au Sénégal.
À la date du 12 décembre, selon l'OMS : sur 16 893 cas cumulés il y a eu 345 décès ; et, selon le Ministère de la Santé et des Affaires Sociales du Mali, sur 5 721 cas positifs, il y a eu "130 décès dans les centres de prise en charge et 59 dans la communauté", et 3566 guéris.
Le professeur Moussa Seydi, qui organise la prise en charge des malades "a fait le choix d’utiliser l’hydroxychloroquine seule, ou associée à l’azithromycine. Le 2 mai, une première analyse réalisée sur 362 patients lui permettait d’évoquer une durée d’hospitalisation plus rapide et des effets secondaires « pas gênants », grâce à ce traitement".
Au 1er janvier 2021, 19 511 cas ont été déclarés positifs dont 17 433 guéris, 416 décédés, et donc 1661 sous traitement.
Fin janvier, le nombre total de décès est de 536. Ce nombre modeste laisse le personnel soignant dubitatif quant à la vaccination.

### Seychelles
Les Seychelles ont signalé leurs deux premiers cas le 14 mars. Les deux cas étaient des personnes en contact avec une personne en Italie dont le test était positif.
À la date du 29 mars, 8 cas mais aucun décès ont été recensés, des cas importés uniquement, aux Seychelles.

### Sierra Leone
- Pandémie de Covid-19 en Sierra Leone

### Somalie
- Pandémie de Covid-19 en Somalie

À la date du 29 mars, 3 cas mais aucun décès ont été recensés en Somalie.

### Soudan
- Pandémie de Covid-19 au Soudan

Le premier cas du pays a été annoncé le 13 mars, un homme décédé à Khartoum le 12 mars. Il s'était rendu aux Émirats arabes unis au cours de la première semaine de mars.
À la date du 29 mars, 4 cas et un décès ont été recensés en Soudan.

### Soudan du Sud

Carte de l'épidémie au Soudan du Sud : états avec des cas confirmés et présumés (9 mai 2020).

- Pandémie de Covid-19 au Soudan du Sud

À la date du 1er avril, aucun cas n'avait été recensé au Soudan du Sud, mais ni le Center for Systems Science and Engineering (CSSE) de l'université Johns-Hopkins, ni l'Organisation mondiale de la santé, ne font mention de ces chiffres.

### Tanzanie
- Pandémie de Covid-19 en Tanzanie

Le 16 mars, le premier cas a été confirmé.
À la date du 29 mars, 14 cas mais aucun décès ont été recensés, des cas importés uniquement, en Tanzanie.
À la date du 19 mars, un cas avait été recensé a Zanzibar, en plus des cinq cas recensés en Tanzanie continentale.
À la date du 13 mai, deux semaines après le dernier bilan, l'ambassade des États-Unis publie une alerte sanitaire sur la situation dans le pays. Elle affirme que malgré le manque d'informations officielles, tout indique que le nombre d'infections croît de façon exponentielle à Dar es Salaam, la capitale économique, et dans d'autres lieux de la Tanzanie, et que le risque d'infection y est extrêmement élevé. L'ambassade ajoute que de nombreux hôpitaux de Dar es Salaam auraient été débordés dans les semaines précédentes et recommande à son personnel de rester à la maison sauf pour des activités essentielles et de limiter les visites au minimum,. À la même période, des membres de l'opposition continuent de critiquer le gouvernement, exigeant la transparence sur la propagation de l'épidémie.
Le président John Magufuli déclare en juin que la Tanzanie est "exempte de coronavirus".
Le 29 décembre 2020, il y a eu officiellement à ce jour : 509 cas, 305 malades, 183 cas guéris et 21 décès, mais ces chiffres seraient les derniers publiés le 29 avril dernier.

#### Thérapies
La Tanzanie déclare qu'elle n'a pas l'intention d'importer des vaccins Covid-19, mais qu'elle fonde plutôt ses espoirs sur la recherche sur les "plantes locales".
Ainsi 1.800 doses de Covid-Organics, dont 600 traitements curatifs et 1.200 traitements préventifs ont été offertes à la Tanzanie par Madagascar.
Dans une interview accordée au journal East African newspaper, le porte-parole du ministère de la santé, Gerald Chami, met en doute la sécurité et l'efficacité des vaccins importés.

### Tchad
À la date du 28 mars, 5 cas mais aucun décès ont été recensés, des cas importés uniquement, au Tchad.

### Togo
Les autorités sanitaires du Togo annoncent le 6 mars le premier cas de coronavirus confirmés dans le pays. La victime, une Togolaise de 42 ans habitante à Lomé avait séjourné 11 jours au Bénin, en Allemagne, en France et en Turquie. Le premier ministre togolais a tenu à informer le public par conférence de presse. Il explique notamment que « à ce jour, son état de santé ne suscite aucune inquiétude majeure ».
À la date du 29 mars, 25 cas et un décès ont été recensés, des cas importés uniquement, au Togo.

### Tunisie

Carte de l'épidémie en Tunisie : gouvernorats avec des cas confirmés (28 juin 2020).

Un premier cas confirmé chez un adulte en provenance d'Italie est annoncé le 2 mars lors d'une conférence de presse du ministre de la Santé.
Le 9 mars, le ministère de la Santé annonce l'enregistrement de trois nouveaux cas de contamination, des mesures ont été annoncées dans la soirée à la suite d'un conseil de sécurité nationale ; la limitation des transports avec l'Italie et la suspension des cours dans tous les établissements scolaires et universitaires à partir du 12 mars. Le lendemain un autre cas est confirmé. Le 11 mars, un septième cas est confirmé chez un patient revenant d'Égypte. Le 12 mars, le nombre monte à 13 personnes touchées.
Le 13 mars, le ministère de la Santé annonce un bilan de 16. En fin d'après midi, le chef du gouvernement dans une allocution télévisée annonce un passage au niveau 3 avec des mesures d'anticipation préventives comme la fermeture de toutes les frontières maritimes, la fermeture de l’espace aérien sur tous les vols en provenance de l'Italie, un seul vol quotidien pour la France et un seul vol hebdomadaire pour l'Espagne, l'Égypte, l'Allemagne et le Royaume-Uni, l'annulation des congrès, des prières collectives, la fermeture des cafés, restaurants et des boîtes de nuit.Le 16 mars la Tunisie enregistre un bilan de 24 cas et annonce la fermeture des frontières terrestres et aériennes.
Le 17 mars, président de la République tunisienne Kaïs Saïed décrète le couvre-feu à partir du 18 mars de 18 h à 6 h sur tout le territoire national. Le 20 mars, il annonce un confinement total.
À la date du 28 juin, 1 068 cas et 50 décès ont été recensés en Tunisie.

### Zambie
- Pandémie de Covid-19 en Zambie

À la date du 29 mars, 28 cas mais aucun décès ont été recensés en Zambie.

### Zimbabwe
À la date du 29 mars, 7 cas et un décès ont été recensés au Zimbabwe.

## Pandémie par territoire dit «dépendant»

### Açores (Portugal)

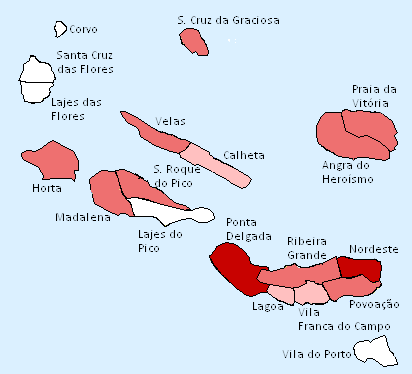
Carte de l'épidémie aux Açores : municipalités avec des cas confirmés (21 avril 2020).

- Pandémie de Covid-19 aux Açores (pt)

À la date du 29 mars, 33 cas ont été recensés aux Açores.

### Îles Canaries (Espagne)
- Pandémie de Covid-19 aux îles Canaries (en)

À la date du 29 mars, 1 204 cas et 40 décès ont été recensés aux îles Canaries.

### Ceuta et Melilla (Espagne)
- Pandémie de Covid-19 à Ceuta (en) et Pandémie de Covid-19 à Melilla (en)

À la date du 29 mars, 29 cas et un décès ont été recensés à Ceuta et 48 cas et un décès ont été recensés à Melilla.

### Madère (Portugal)

Carte de l'épidémie à Madère : municipalités avec des cas confirmés (22 mai 2020).

- Pandémie de Covid-19 à Madère (pt)

À la date du 29 mars, 43 cas ont été recensés à Madère.

### Mayotte (France)

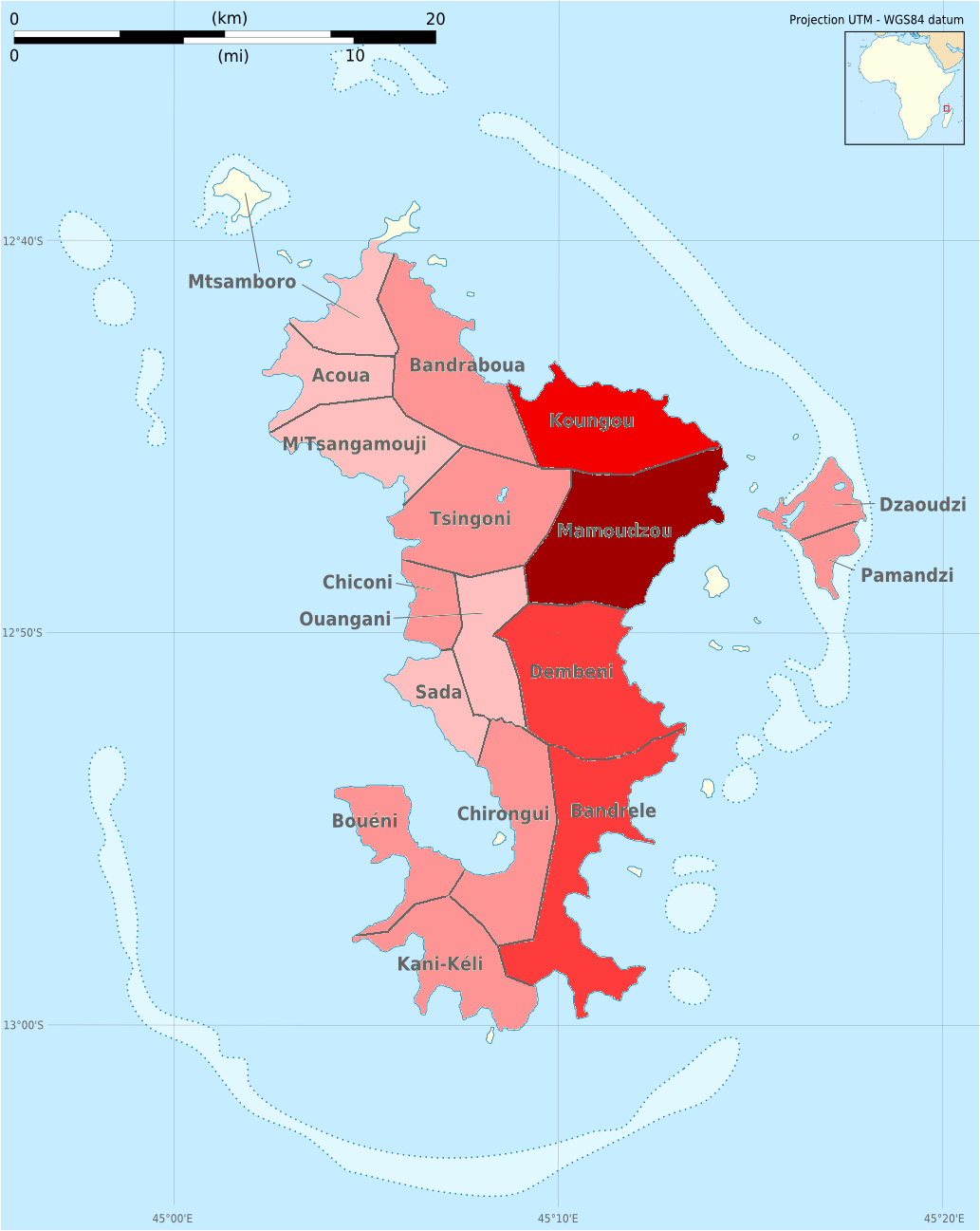
Carte de l'épidémie à Mayotte : communes avec des cas confirmés (7 mai 2020).

À la date du 29 mars, 63 cas mais aucun décès ont été recensés à Mayotte.

### La Réunion (France)
À la date du 29 mars, 227 cas mais aucun décès ont été recensés à La Réunion.

### Sainte-Hélène, Ascension et Tristan da Cunha (Royaume-Uni)
- Pandémie de Covid-19 à Sainte-Hélène, Ascension et Tristan da Cunha (en)

À la date du 25 mars 2020, aucun cas sûr n'aurait été signalé sur l'ensemble des îles[réf. nécessaire], mais le 16 mars, trois personnes ont été isolées en quarantaine sur l'île de l'Ascension, pour avoir montré des symptômes compatibles.

### Somaliland (Somalie)
- Pandémie de Covid-19 au Somaliland (en)

À la date du 31 mars, deux cas avaient été recensés au Somaliland, un État à reconnaissance limitée, en plus des trois cas recensés en Somalie.

### Territoire britannique de l'océan Indien (Royaume-Uni)
- Pandémie de Covid-19 à Maurice, dans les territoires britanniques de l'océan Indien (en) et dans les territoires britanniques d'outre-mer

À la date du 1er avril 2020, aucun cas n'avait été recensé dans la base militaire (en) de Diego Garcia, ou dans l'archipel des Chagos du Territoire britannique de l'océan Indien, revendiqué par la république de Maurice.

#### Données officielles
- CACM/Africa CDC
  - (en) Africa CDC Dashboard du Centre africain pour le contrôle et la prévention des maladies (CACM) / Africa Centres for Disease Control and Prevention (Africa CDC), agence chargée de promouvoir le contrôle et la prévention des maladies de l'Union africaine (#covid19)
  - (fr + en) Le Bulletin d'information (Outbreak Brief) est aussi disponible en français
- CEDEAO/OOAS
  - (en) Tableau de bord de l'Organisation ouest-africaine de la santé sur l'épidémie de Covid-19, notamment par régions des pays
- OMS Afrique/WHO Africa
  - (en) Tableau de bord de l'Organisation mondiale de la santé en Afrique sur l'épidémie de Covid-19
  - (en) Site de l'OMS Afrique sur la pandémie de Covid-19 sur le continent.
- OMS/WHO
  - (en) Rapports quotidiens de l'OMS,
  - (en) WHO Coronavirus disease (Covid-19) Situation Dashboard
  - (en) WHO Emergency Public dashboard.
- ECDC
  - (en) Situation update worldwide du Centre européen de prévention et de contrôle des maladies.

#### Données de référence
- (en) COVID-19 Africa Open Data Project : Cartes et données ouvertes sur la pandémie covid-19 en Afrique comprenant les données officielles quotidiennes de cas par pays mais aussi le nombre de tests, la démographie des patients, les soignants infectés et les cas par régions.
- (en) Coronavirus Covid-19 Global Cases du Center for Systems Science and Engineering (CSSE) de l'Université Johns-Hopkins, sous la dir. de Lauren Gardner (en), Ensheng Dong et Hongru Du (github).
- (en) Coronavirus Disease (Covid-19) – Statistics and Research de Our World in Data, sous la dir. de Max Roser (Université d'Oxford), Hannah Ritchie, Esteban Ortiz-Ospina et Joe Hasell (github).

#### Presse
- « Coronavirus en Afrique : une carte pour suivre au jour le jour l’avancée de l’épidémie » de l'hebdomadaire panafricain Jeune Afrique.
- (en) « Coronavirus in Africa tracker » de la BBC, sous la dir. de Olawale Malomo et Purity Birir.